# Mesnil-Rousset
Mesnil-Rousset – miejscowość i gmina we Francji, w regionie Normandia, w departamencie Eure.
Według danych na rok 1990 gminę zamieszkiwało 90 osób, a gęstość zaludnienia wynosiła 12 osób/km² (wśród 1421 gmin Górnej Normandii Mesnil-Rousset plasuje się na 803 miejscu pod względem liczby ludności, natomiast pod względem powierzchni na miejscu 499).